# Dance Little Sister
Dance Little Sister is een nummer van de Amerikaanse zanger Terence Trent D'Arby. Het is de derde single van zijn debuutalbum Introducing the Hardline According to Terence Trent D'Arby uit 1987. Het nummer werd in juli van dat jaar op single uitgebracht.

## Achtergrond
De plaat flopte in thuisland de Verenigde Staten, waar slechts een 30e positie werd bereikt in de Billboard Hot 100. In Europa en Oceanië werd de plaat wél een hit en betekende de doorbraak voor Terence Trent D'Arby. 
In het Verenigd Konikrijk werd de 20e positie bereikt in de UK Singles Chart. In Nieuw-Zeeland werd de 4e positie behaald, in Zwitserland de 12e en Duitsland de 24e. 
In Nederland werd de plaat veel gedraaid op Radio 3 en werd een grote hit in de destijds twee landelijke hitlijsten op de nationale publieke popzender. De plaat bereikte de 3e positie in zowel de Nederlandse Top 40 als de Nationale Hitparade Top 100. In de Europese hitlijst op Radio 3, de TROS Europarade, werd géén notering behaald, aangezien deze lijst op donderdag 25 juni 1987 voor de laatste keer werd uitgezonden.
In België bereikte de plaat de 5e positie in zowel de voorloper van de Vlaamse Ultratop 50 als de Vlaamse Radio 2 Top 30. In Wallonië werd géén notering behaald.

## NPO Radio 2 Top 2000
Dance Little Sister stond alleen in 2000 in de NPO Radio 2 Top 2000, op plek 1426.